# Mads Alstrup

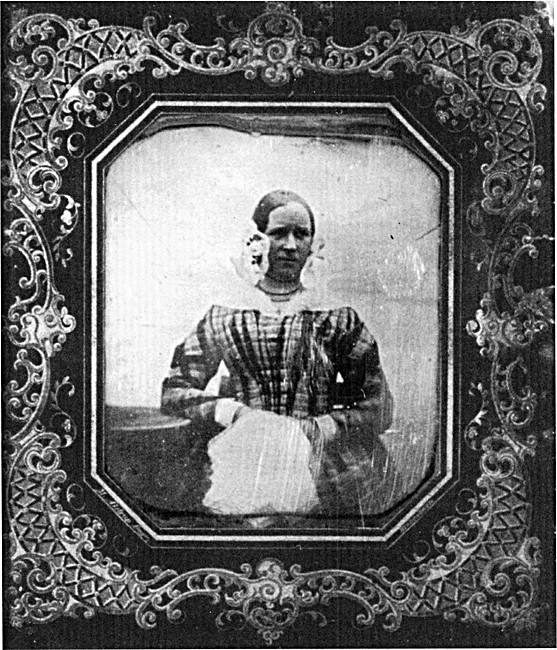
Mads Alstrup, daguerréotype, 1845.

Mads Alstrup (Viborg, 1808 - Falun, 1876) est le premier photographe portraitiste danois ayant eu son propre studio.

## Biographie
Né à Viborg et ayant une formation d'orfèvre, Alstrup dirige une entreprise à Randers dans le Jutland. À l'été 1842, il s'installe à Copenhague et lance un studio de daguerréotype derrière le pavillon Hercule dans les jardins de Rosenborg. Dans ce quartier populaire de la ville, il n'a aucune difficulté à trouver des clients intéressés à poser pour ses photos ; c'est le premier studio photographique de Copenhague.  
De 1843 à 1848, il parcourt le Danemark, passant quelques jours ou quelques semaines dans différentes villes où il installe des studios temporaires. En 1849, il se réinstalle à Copenhague, et ouvre un studio au centre-ville près de Kongens Nytorv. 
Alstrup n'est pas un artiste, mais c'est un commerçant compétent et, contrairement à certains photographes plus reconnus, il sait gérer une entreprise rentable. Investissant constamment dans de nouveaux équipements, la qualité de son travail s'améliore d'année en année. On estime qu'il a produit quelque 33 000 daguerréotypes au cours des 16 années pendant lesquelles il a travaillé au Danemark.  
En 1857, Alstrup emménage en Suède et voyage à travers le pays, comme il l'avait fait au début de sa carrière au Danemark. En 1859, il séjourne à Hälsingborg et Kristianstad et en 1860, à Göteborg où il reste quelques années. En 1863, il exerce à Malmö avec GS Ekeund. Il meurt à Falun, en Suède, en 1876.